# ۶۸ (پیش از میلاد)
۶۸ (پیش از میلاد) ۶۸مین سال قبل از تقویم میلادی است.